# Ramularia centranthi
Ramularia centranthi är en svampart som beskrevs av Brunaud 1887. Ramularia centranthi ingår i släktet Ramularia och familjen Mycosphaerellaceae.   Inga underarter finns listade i Catalogue of Life.